# 運動失憶症
運動失憶症（英語：yips），也被稱為「易普症」。是指有經驗的運動員突然且無法解釋地失去執行某些技能的能力。失憶症的症狀包括运动协调的喪失以及心理問題，這些問題會影響運動員的肌肉記憶和決策能力，使他們無法完成運動中的基本技能。
失憶症的確切原因至今仍未完全理解。失憶症的發作可能持續很短的時間，運動員隨後恢復能力，或者可能需要較長時間的技術調整才能恢復。最嚴重的情況是運動員完全無法恢復，迫使他們放棄最高水平的運動生涯。可能的原因包括但不限於表現焦慮和神經系統疾病。
已經有許多治療方法被測試用於改善失憶症，包括臨床運動心理學治療、運動想像、賽前例行程序、藥物治療、肉毒桿菌毒素注射、針灸以及情緒釋放技術等。然而，這些方法的有效性主要基於個人經驗，而非有充分研究證據支持。對於患有失憶症的運動員來說，早期介入並制定全面的治療計劃對於恢復至關重要。

## 大腦活動與運動失憶症
2021年的一項研究透過腦電圖記錄顯示，患有運動失憶症的運動員在啟動動作時，大腦的Alpha波活動增加，特別是在提高力量輸出以達到目標時更為明顯。在這項研究中，受試者在完成動作後，治療組的α 波與 β 波活動比對照組更為活躍。這可能顯示運動失憶症與抑制系統的問題或對執行該動作的身體部位過度集中注意力有關。然而，這項研究仍有局限性，例如樣本數過少、研究對象族群較單一，以及僅使用兩個腦電圖電極進行測量。因此，未來需要更大規模的研究，並使用更完整的腦電圖設備，以進一步確認這些發現的有效性。

## 高爾夫球界
在高爾夫球運動中，運動失憶症是一種影響推桿動作的運動障礙。據說這個詞最早是由高爾夫冠軍兼教練湯米・阿默（Tommy Armour）所普及，他用來形容自己因為這個問題而被迫放棄比賽的經歷。對於這種現象，高爾夫球員有許多不同的說法，有些人稱它為手部抽搐（twitches）、動作僵硬（staggers）、顫抖（jitters）、不自主的抖動（jerks），甚至戲稱為「威士忌手指」（whisky fingers）。研究發現，約有四分之一到一半的資深高爾夫球員曾遭受這種影響，美國妙佑医疗国际的調查顯示，33%至48%的認真投入高爾夫運動的球員都曾經歷過運動失憶症，而打球超過25年以上的球員，則是最容易受到影響的族群。
儘管目前還無法確定運動失憶症的確切成因，但有一種可能的解釋是隨著年齡增長，腦部的生化變化可能會影響運動控制。此外，長時間過度使用手部肌肉，以及高爾夫運動對精細動作協調與專注力的高度要求，也可能加劇這種問題。有些球員發現，暫時放下球桿一個月可以稍微改善情況，但並非所有人都能藉此恢復。另外，有學者認為運動失憶症可能與局部肌張力不全（Focal Dystonia）有關，這是一種神經系統疾病，會導致特定肌肉不自主收縮，使動作變得異常。
許多世界級的高爾夫球星都曾受到運動失憶症的困擾，其中包括厄尼·艾爾斯、大衛·杜華（David Duval）、派洛·哈靈頓、伯納德·蘭格、本·霍根、哈利·瓦爾登、薩姆·斯尼德、伊恩·巴克芬治（Ian Baker-Finch）等。基岡·布拉德利在2013年AT&T拜倫尼爾森高球賽決賽輪時，因運動失憶症錯失了一記4呎的推桿（不過也有人認為他可能同時受到斜视的影響）。在2015年的廢物管理公開賽（Waste Management Open）中，知名高爾夫球評尼克·佛度曾經指出，老虎伍茲可能也受到了運動失憶症的影響。而《商业内幕》專欄作家Jay Yarow更在2014年公開評論，認為伍茲當時不只出現了推桿運動失憶症（putting yips），甚至連開球也受到影響，出現了開球運動失憶症（driver yips）。
針對運動失憶症的治療方式至今仍相當有限，許多球員曾嘗試更換推桿、調整握桿方式，甚至改用另一隻手來進行推桿，但這些方法通常只能帶來短暫的改善，並非長期的解決方案。由於這種現象並不只是單純的技術問題，還涉及神經系統與心理層面，因此，想要真正克服運動失憶症，可能需要更深入的運動心理學與神經科學研究來尋找有效的治療方法。
這種現象也被稱為「動作僵住」（freezing）、「抽搐」（the jerks）、「步履不穩」（the staggers）、「揮桿顫抖」（the waggles），甚至有球員戲稱為「威士忌手指」（whisky fingers），形容球桿在手中不受控制的抖動或失誤。

## 網球界
在網球運動中，運動失憶症最常影響發球，尤其是第二發球，導致球員在關鍵時刻不斷出現雙發失誤。這種情況在職業網壇並不罕見，近年來，多位頂尖選手都曾受到運動失憶症的困擾，其中最著名的例子之一是亞歷山大·茲韋列夫和阿里娜·萨巴伦卡。
茲韋列夫在2019年西南公開賽首輪比賽中，面對米奥米尔·凯茨曼诺维奇，竟然發出了驚人的20次雙發失誤，最終無法避免落敗。而萨巴伦卡在2022年賽季初，於阿德雷德 1（Adelaide 1）與阿德雷德2（Adelaide2）兩場比賽中，同樣因為運動失憶症影響發球表現，兩場比賽合計發出了 39次雙發失誤，導致她連續兩場在首輪出局。
其實，運動失憶症並不是現代才出現的問題，早在2005 到2008年，曾經世界排名第三的吉列尔莫·科里亚也因為發球失憶症陷入職業低潮。他的發球動作變得極度不穩定，雙發失誤頻頻發生，影響了整體比賽表現，甚至導致他無法延續巔峰狀態，職業生涯迅速下滑。這種情況不只是技術上的障礙，更是一種心理壓力的折磨，當球員開始對發球產生恐懼，這種負面情緒會進一步影響動作的流暢性與自信心，讓他們難以擺脫困境，進而影響比賽成績與職業生涯的發展。

## 板球界
在板球運動中，運動失憶症主要影響的是投球手，導致他們在投球時無法順利將球釋放出去，甚至完全喪失對球的控制。這種現象對於以投球為專業的選手來說，影響極為嚴重，可能讓他們的表現從職業等級瞬間跌落至無法應付比賽的狀態。
英格蘭的基斯・梅德里科特（Keith Medlycott）曾經入選國家隊，前途一片光明，但在職業生涯巔峰時期卻因為運動失憶症無法穩定投球，最終被迫提前退役。而曾代表英格蘭出戰板球對抗賽的蓋文・漢米爾頓（Gavin Hamilton），本來是一名全能型球員（all-rounder），但在發病後，他的右手中速球（right-arm medium pace bowling）失去了準確度，迫使他幾乎放棄了投球，只能以專職打擊手（batsman）的身份繼續參加比賽，並轉而代表蘇格蘭隊參加国际板球一日。
運動失憶症也影響過肯亞的柯林斯・奧布雅（Collins Obuya），他在2003年世界盃賽場上表現亮眼，甚至因此獲得英格蘭華威郡的球隊合約，然而，傷病過後，他的投球動作變得異常僵硬，導致投球表現嚴重下滑，最終也只能轉型為打擊手，繼續以不同角色在國際賽場上出賽。
其他知名案例還包括英格兰的伊恩·福利（Ian Folley），以及曾代表西印度群島板球代表隊出賽的羅傑·哈珀（Roger Harper），他們在職業生涯中同樣因為運動失憶症的影響，導致投球準確度出現問題，甚至被迫改變打法或提前結束生涯。
值得一提的是，英格蘭國家隊的運動心理學家馬克・鮑登（Mark Bawden），年輕時也曾經歷運動失憶症，這促使他投入相關研究，最終獲得博士學位，並在《運動科學期刊》（Journal of Sports Sciences）發表學術論文，探討運動失憶症的成因與可能的應對方式。他的研究不僅幫助板球選手，也為其他運動項目中受到相同困擾的運動員提供參考。

## 棒球界
在棒球運動中，運動失憶症通常表現為投手或野手突然無法準確傳球，這種情況最常見於投手和捕手，因為他們在比賽中接觸球的次數最多，但內野手和外野手也可能受到影響。
一個經典案例是匹茲堡海盜的投手史蒂夫·布拉斯（Steve Blass）。從1964年到1972年，他一直是表現穩定的明星投手，甚至入選過全明星賽。然而，從1973年開始，他突然失去了控球能力，導致在88+2⁄3投球局數中送出84次保送，最終不得不在1974年提前退休。這種情況後來被稱為「史蒂夫·布拉斯症候群」，用來形容那些原本技術精湛，卻突然喪失準確傳球能力的球員。例如，紐約洋基的二壘手查克·諾布勞克和洛杉矶道奇的二壘手史蒂夫·薩克斯都曾遭遇類似問題。薩克斯在進入大聯盟的第三年開始出現嚴重失誤，但他最終在1989年似乎恢復正常，並持續打到1994年才退休。
紐約大都會的捕手麥基·薩塞爾（Mackey Sasser）則有一種特殊的情況，他在將球傳回投手時，手套會不由自主地多次拍打球，導致無法流暢傳球。在一場比賽中，舊金山巨人的布瑞特·巴特勒甚至趁著薩瑟無法順利回傳的機會，直接盜上三壘。薩瑟的問題在1990年與亞特蘭大勇士的吉姆·普雷斯利發生本壘衝撞後變得更加嚴重，最終影響了他的上場時間，並導致他在1994年被西雅圖水手隊釋出。
另一位著名的案例是亞特蘭大勇士隊的馬克‧沃勒斯（Mark Wohlers），他被稱為「1990年代運動失憶症的代表人物」。雖然他後來恢復到可以上場投球，但再也無法找回過去的巔峰狀態。聖路易紅雀隊的瑞克·安基爾（Rick Ankiel）在2000年國家聯盟冠軍賽中突然失去控球能力，無法正常投球。經過數年的掙扎與傷病，他最終在2007年轉型為外野手，並在打擊方面取得一定成就。
另一個較近期的例子是芝加哥小熊的乔恩·莱斯特。他在2014年球季幾乎完全不敢牵制一壘，到了2015年也持續發生傳球失誤。在比賽中，他經常選擇自己跑向一壘後用手拋球，或者刻意將球往地上砸，以減少傳歪的風險。他的球隊甚至特別安排捕手加強牽制，以彌補他的問題。
此外，匹茲堡海盜隊的農場投手海登·赫斯特（Hayden Hurst）因為運動失憶症嚴重到無法投球，最後選擇放棄棒球，轉而進入南卡羅來納大學打美式足球，最終在2018年NFL選秀首輪被巴尔的摩乌鸦選中，成為一名職業美式足球員。
2018年7月13日的中華職業棒球大聯盟例行賽，統一獅隊對戰中信兄弟，在6局下半在2出局情況下，面對周思齊擊出的內野高飛球，游擊手陳傑憲發生漏接失誤，導致對方打者安全上壘。隨後，詹子賢擊出二壘安打，使中信兄弟取得2比0領先，最終統一獅以0比4落敗。陳傑憲也被當時轉播畫面捕捉到自責落淚。統一獅總教練黃甘霖事後表示，陳傑憲可能受到「投球失憶症（YIPS）」影響，因為他在該場比賽的前一打席打得不理想，情緒受到影響，進而影響了守備判斷。他強調，這類情緒影響比賽表現的情況在職棒界時有發生，選手需要學會調適與管理心理壓力。為了幫助陳傑憲克服心理障礙，統一獅球隊一度將他移防外野，讓他減輕內野守備的壓力。經過持續的心理調適與技術訓練，他逐漸找回自信，並於2020年起轉守外野，最終於2022年起連續三年獲得中華職棒金手套獎。
2019年，ESPN報導了一個關於路克·哈格提（Luke Hagerty）的故事。他原本是芝加哥小熊隊在2002年選秀中的首輪指名，但由於長期受運動失憶症困擾，從未真正站上大聯盟投手丘。多年後，他嘗試復出，希望能克服這個難題。
在2026年世界棒球經典賽資格賽中，西班牙棒球代表隊三壘手安卡納西昂（Wander Encarnacion）在6局上半連續兩次暴傳，導致中華成棒隊追加2分。這些失誤影響了比賽結果，安卡納西昂因自責而當場落淚，這一幕被比賽轉播捕捉到。世界棒球經典賽官方英語主播形容這一畫面「太震撼」，並推測他可能受到運動失憶症影響。西班牙最終以3比6敗給中華成棒隊，無緣晉級2026年世界棒球經典賽會內賽。

## 競技體操界
在竞技体操中，一種影響旋轉動作的運動失憶症被稱為「空中迷失」（twisties）。這種狀況指的是體操選手在空中突然失去對身體的控制，無法順利完成翻騰或旋轉動作。一些選手描述，發生這種狀況時，他們會感到極度混亂，甚至完全無法判斷自己在空中的位置，也不知道地面在哪裡。當體操選手失去空中定位感時，若無法即時調整姿勢並安全落地，就會大幅增加嚴重受傷甚至癱瘓的風險。
在2020年夏季奥林匹克运动会資格賽中，美國體操傳奇選手西蒙·拜爾斯在自由體操項目兩次跳出界外，並且在跳馬時無法穩定落地。然而，儘管出現這些失誤，她仍然以最高分晉級女子全能決賽。然而，在奧運正式比賽期間，她的狀況持續惡化，導致她無法完成原定的高難度動作，最終選擇退出女子團體賽以及部分個人單項比賽。由於這次事件，「空中迷失」這個詞彙開始廣為流傳。拜爾斯後來將自己的狀況歸因於心理健康問題，強調精神壓力對選手表現的影響。儘管如此，她仍然在平衡木決賽中調整動作難度，成功完成比賽，並獲得銅牌。到了2024年夏季奥林匹克运动会，拜爾斯強勢回歸，奪下三面金牌。對於當初批評她因心理壓力退賽的人，她回應：「現在他們都安靜了。」
除了拜爾斯，美國體操選手羅莉·埃爾南德斯與阿莉·芬尼根（Aleah Finnegan）也曾經歷過空中迷失，並在2020年夏季奥林匹克运动会時公開聲援拜爾斯。芬尼根表示：「我無法想像在比賽時突然發生這種情況會有多可怕。你完全無法控制自己的身體，也不知道接下來會發生什麼。」
在彈翻床體操中，這種現象通常被稱為「動作失憶症」（Lost Move Syndrome, LMS）。英國奧運彈翻床選手布里奧尼·佩吉曾在備戰2016年夏季奧林匹克運動會時遭遇這種狀況，她公開分享了自己的經歷，並表示這種心理障礙讓她一度懷疑自己是否還能夠繼續比賽。

## 其他領域
在其他領域，運動失憶症不僅影響運動員，還可能出現在音樂家、作家，甚至其他需要精細動作控制的專業人士身上。在籃球中，這種現象最常影響罰球動作，例如前费城76人的馬基爾·富斯，他曾在比賽中突然失去流暢的投籃動作，導致罰球命中率大幅下降。同樣的情況也發生在前NBA球員查克·海耶斯身上，他的罰球動作變得極不自然，甚至在出手前會卡住，形成僵硬、不協調的投籃姿勢。
在飛鏢（darts）運動中，運動失憶症被稱為「飛鏢失投症」（dartitis），五屆世界冠軍艾瑞克·布里斯托（Eric Bristow）便曾深受其害。他在生涯後期突然無法順利出手投鏢，導致成績嚴重下滑。
在國家美式橄欖球聯盟中，擅長踢球的選手若突然無法準確命中目標，也可能被認為是運動失憶症的受害者。2024年賽季，巴尔的摩乌鸦的明星踢球手贾斯汀·塔克的表現異常低迷，讓球迷和體育媒體質疑他是否罹患了運動失憶症。在經歷職業生涯最低的73.9%命中率後，許多人認為他陷入了心理障礙，導致長期以來的穩定表現突然崩潰。此外，運動失憶症甚至影響到美式足球名校俄亥俄州立大学的球隊表現。2024年12月1日，體育評論員亞當·布倫納曼（Adam Breneman）直言：「俄亥俄州立大學在對戰密西根大学時，就像集體得了運動失憶症。」暗指該隊在關鍵比賽中的表現異常失常。
在撞球（斯诺克）界，七屆世界冠軍史蒂芬·亨得利曾在2010年斯诺克英国锦标赛後公開承認，他已經與運動失憶症奮戰了十年。他表示，這種問題影響了他在比賽中的準確度，使他無法像過去一樣順利完成擊球，進而影響成績與信心。
除了運動領域，音樂家也可能因為運動失憶症而無法順利演奏樂器。例如，小提琴家或鋼琴家可能在演奏時突然無法讓手指做出應有的動作，導致演奏出錯或僵硬。同樣的情況也可能發生在作家或需要長時間書寫的人身上，他們可能突然感到手部無法流暢運動，甚至無法順利握筆或打字。